# Ravenea madagascariensis
Espèce
Classification phylogénétique
Statut de conservation UICN

 LC  : Préoccupation mineure
Ravenea madagascariensis est une espèce de plantes à fleurs du genre Ravenea de la famille des Arecaceae (Palmae, les palmiers).